# العلاقات الدومينيكية الهايتية
العلاقات الدومينيكية الهايتية هي العلاقات الثنائية التي تجمع بين دومينيكا وهايتي.

## مقارنة بين البلدين
هذه مقارنة عامة ومرجعية للدولتين:
| وجه المقارنة                                              | دومينيكا              | هايتي                                |
| --------------------------------------------------------- | --------------------- | ------------------------------------ |
| المساحة (كم2)                                             | 751                   | 27.75 ألف                            |
| عدد السكان (نسمة)                                         | 73.92 ألف             | 10.98 مليون                          |
| الكثافة السكانية (ن./كم²)                                 | 9.84 ألف              | 395.68                               |
| العاصمة                                                   | روسو                  | بورت أو برانس                        |
| اللغة الرسمية                                             | لغة إنجليزية          | لغة فرنسية، اللغة الكريولية الهايتية |
| العملة                                                    | دولار شرق الكاريبي    | جوردة هايتية                         |
| الناتج المحلي الإجمالي (بليون دولار)                      | 562.54 مليون          | 8.41 مليار                           |
| الناتج المحلي الإجمالي (تعادل القوة الشرائية) بليون دولار | 789.63 مليون          | 18.82 مليار                          |
| الناتج المحلي الإجمالي الاسمي للفرد دولار أمريكي          | 7.12 ألف              | 818                                  |
| الناتج المحلي الإجمالي للفرد دولار أمريكي                 | 10.88 ألف             | 1.73 ألف                             |
| مؤشر التنمية البشرية                                      | 0.724                 | 0.483                                |
| رمز المكالمات الدولي                                      | +1767                 | +509                                 |
| رمز الإنترنت                                              | .dm                   | .ht                                  |
| المنطقة الزمنية                                           | 00، توقيت أطلنطي موحد | 00                                   |

## منظمات دولية مشتركة
يشترك البلدان في عضوية مجموعة من المنظمات الدولية، منها:
| علم المنظمة | اسم المنظمة                                                          | تاريخ انضمام دومينيكا | تاريخ انضمام هايتي |
| ----------- | -------------------------------------------------------------------- | --------------------- | ------------------ |
|             | الجماعة الكاريبية                                                    | 1 مايو 1974           | 1 يوليو 2002       |
|             | وكالة ضمان الاستثمار متعدد الأطراف                                   | 7 أكتوبر 1991         | 11 ديسمبر 1996     |
|             | الأمم المتحدة                                                        | 18 ديسمبر 1978        | 24 أكتوبر 1945     |
|             | وكالة حظر الأسلحة النووية في أمريكا اللاتينية ومنطقة البحر الكاريبي ‏ | ?                     | ?                  |
|             | منظمة حظر الأسلحة الكيميائية                                         | ?                     | ?                  |
|             | منظمة التجارة العالمية                                               | ?                     | ?                  |
|             | منظمة الشرطة الجنائية الدولية                                        | ?                     | ?                  |
|             | مؤسسة التنمية الدولية                                                | 29 سبتمبر 1980        | 13 يونيو 1961      |
|             | يونسكو                                                               | 9 يناير 1979          | 18 نوفمبر 1946     |
|             | مجموعة دول أفريقيا والكاريبي والمحيط الهادئ                          | ?                     | ?                  |
|             | الاتحاد البريدي العالمي                                              | ?                     | ?                  |
|             | البنك الدولي للإنشاء والتعمير                                        | 29 سبتمبر 1980        | 8 سبتمبر 1953      |
|             | بنك التنمية الكاريبي ‏                                                | ?                     | ?                  |
|             | الاتحاد الدولي للاتصالات                                             | 28 أكتوبر 1996        | 10 أكتوبر 1927     |
|             | مؤسسة التمويل الدولية                                                | 29 سبتمبر 1980        | 20 يوليو 1956      |
|             | تحالف الدول الجزرية الصغيرة                                          | ?                     | ?                  |

## أعلام
هذه قائمة لبعض الشخصيات التي تربطها علاقات بالبلدين:
- ألبرتو لويس (لاعب كرة قاعدة دومينيكي، 6 مايو 1956 – 12 مارس 2019)
- ألفونسو سوريانو (لاعب كرة قاعدة من جمهورية الدومينيكان، 7 يناير 1976 – )
- توني فرنانديز (لاعب كرة قاعدة من جمهورية الدومينيكان، 30 يونيو 1962 – )
- تيودور كاسيريو (رسام فرنسي، 20 سبتمبر 1819[19][20][21] – 8 أكتوبر 1856[19][20][22])
- خوسيه فرنسيسكو بينيا غوميز (محامي من جمهورية الدومينيكان، 6 مارس 1937 – 10 مايو 1998)
- دومينغو خيرمان (4 أغسطس 1992 – )
- رافائيل تروخيو (24 أكتوبر 1891[23][24][25] – 30 مايو 1961[23][25][26])
- فرناندو غيريرو (ملاكم من الولايات المتحدة الأمريكية، 12 أكتوبر 1986 – )
- ماكس بويغ (عقد 1940 – )
- هيكتور تروخيو (سياسي من جمهورية الدومينيكان، 6 أبريل 1908 – 19 أكتوبر 2002)

## وصلات خارجية
- موقع وزارة الخارجية الهايتية